# Es ist nicht leicht, ein Gott zu sein (Film)
Es ist nicht leicht, ein Gott zu sein ist die erste Verfilmung (1990) des Romans Трудно быть богом (dt. Es ist nicht leicht, ein Gott zu sein) (1964) von Arkadi und Boris Strugazki, der 2013 als Es ist schwer, ein Gott zu sein ein zweites Mal verfilmt wurde. Der Film startete am 25. Januar 1990 in den deutschen Kinos.

## Handlung
Die Menschen der Erde haben in ihrem dritten Jahrtausend zu einem im Großen wie im Kleinen friedlichen Leben gefunden. Möglich ist dies, weil sie ihre Gefühle extrem kontrollieren und vor allem auf Vernunft setzen. Auf einem fernen Planeten aber finden sie eine mittelalterliche Zivilisation, die sie nun für einen Test verwenden, ob denn die Menschen tatsächlich keine barbarischen Instinkte mehr in sich tragen. Dazu wird der Kundschafter Anton abgesetzt, in dessen Auge eine Kamera implantiert ist, die alles, was er sieht, zu einem um den Planeten kreisenden Raumschiff überträgt.
In der Identität des Adligen Don Rumata in der Stadt Arkanar lebend, fällt es Anton jedoch immer schwerer, das Elend der vom König und dem skrupellosen Berater Don Reba unterdrückten Bevölkerung zu ertragen. Er versucht, den Fortschritt zu beschleunigen und eine Art Aufklärung in Gang zu setzen, obwohl ihm jeder Eingriff in die vorgefundene Welt streng verboten ist. Er plant eine Revolution und wird wegen seiner Fähigkeiten beinahe als Gott verehrt; jedoch verliebt er sich.
In den folgenden blutigen Auseinandersetzungen finden der König und Don Reba den Tod.
Während Arkanar in Anarchie und Terror versinkt, wird Anton alias Don Rumata vom Raumschiff abgeholt, denn der Test ist beendet: Anton war es, dessen Reaktionen getestet werden sollten.

## Auszeichnungen
- 1990 wurde der Film beim Sitges Festival Internacional de Cinema de Catalunya in den Kategorien Bester Soundtrack sowie Bestes Drehbuch ausgezeichnet.
- 1991 gewann der Film beim Fantasporto-Festival zwei Auszeichnungen, unter anderem für die Besten Spezialeffekte und wurde als Bester Film nominiert.
- 1991: Kurd-Laßwitz-Preis in der Kategorie Bester Film

## Kritiken
„Wirre Massenszenen ersetzen bei Fleischmann häufig dramaturgische Kunst, Gemetzel verwechselt er ebensooft mit Spannung. Allein auf die Science-fiction-üblichen Technik-Orgien verzichtet der Film, dessen Produktion mit 35 Millionen Mark dennoch reichlich teuer zu stehen kam.“

„Das alte Dilemma des Neuen Deutschen Films - Improvisation auf Teufel komm raus, um Dilettantismus, Alkoholismus und künstlerische Impotenz zu kaschieren.“

„Ein aufwendiger, inhaltlich überfrachteter Trivial-Science-Fiction-Film, der kaum Gespür für Figuren, Szenenaufbau oder Timing erkennen läßt. Das eigentliche Thema, die Konfrontation einer hochentwickelten Kultur mit ihrer scheinbar überwundenen Triebstruktur, verkommt zum pseudophilosophischen Ballast.“

„Die Verfilmung Fleischmanns […] versinkt in den vordergründigen Reizen der ehrgeizigen Ausstattung, von Kostüm und Kulisse, in der Häufung von Gewalteffekten, die sich von jeder Bezeichnungsfunktion gelöst haben, in einer pompösen Musikbegleitung aus dröhnenden Synthesizerklängen, in einer Mischung aus Fantasy-, Kriegs- und Science-fiction-Abenteuer, die für ein intellektuelles Gedankenspiel gar keinen Raum mehr läßt.“

## Filmfassungen
Neben der Kinoversion, die in Deutschland auf Video vorliegt, existiert ein rund 15 Minuten längerer Director’s Cut, der vor allem erweiterte, aber auch einige neue Szenen umfasst.